# Aleksandar Vulin
Aleksandar Vulin (v srbské cyrilici Александар Вулин; 5. října 1972, Novi Sad, Jugoslávie) je srbský levicový politik.

## Život
Rodina Aleksandra Vulina pochází z Bosny a Hercegoviny.[zdroj?] On sám strávil mládí v Novém Sadu, kde později i vystudoval právnickou fakultu novosadské univerzity. V politice se začal angažovat v dramatickém období rozpadu Jugoslávie. Stal se generálním tajemníkem Svazu komunistů – Hnutí pro Jugoslávii. Post předsedy zastával i v organizaci s názvem Jugoslávská revoluční mládež. V roce 2002 založil Stranu demokratické levice. Věnoval se také i žurnalistice a je autorem několika románů.
Při vládě premiéra Ivici Dačiće zastával pozici šéfa kanceláře pro otázky Kosova. Na tento post v souvislosti s vývojem dialogu mezi Bělehraděm a Prištinou dne 24. dubna 2013 rezignoval. Od roku 2014 zastává post ministra práce, zaměstnanosti a záležitostí veteránů ve vládě Aleksandra Vučiće.